# Productions de Lil Jon
 (février 2024).
Si vous disposez d'ouvrages ou d'articles de référence ou si vous connaissez des sites web de qualité traitant du thème abordé ici, merci de compléter l'article en donnant les références utiles à sa vérifiabilité et en les liant à la section « Notes et références ».
Cet article présente la liste des productions musicales réalisées par Lil Jon.
- Amerie : Touch
- Baby Bash : Cyclone
- Brooke Valentine : Girlfight
- Bun B : Trill Recognize Trill
- Ciara : Goodies, Goodies - Remix, That's Right, C.R.U.S.H.
- Chyna Whyte : What They Want
- David Banner : Might Getcha, Treat Me Like
- E-40 : Tell Me When To Go, U & Dat, Muscle Cars, White Gurl, Yee, I'm Da Man, Gimme Head, She Says She Loves Me, Break Ya Ankles, Hustle, 40 Water, Earl
- Fat Joe : Lean Back - Remix
- Ice Cube : Go To Church, You Got Lotta That, Holla At Cha Boy
- Juvenile : Why Not
- Lil' Scrappy : album Bred 2 Die Born 2 Live et album The King of Crunk & BME presents: Lil' Scrappy & Trillville
- MC Hammer : YAY
- Mario : Boom
- Mickey Avalon : What Do You Say
- Mobb Deep : Real Gangstaz
- Nivea : Okay!
- Petey Pablo : Freek-a-Leek, Jam Y'all, U Don't Want That
- Pitbull : 305 Anthem, Culo, She's Freaky, Shake It Up, Toma, Voodoo, Bojangles - Remix, Ying & The Yang, The Anthem, Sticky Icky, I Know You Want Me (Calle Ocho), Krazy
- P$C : I'm a King
- R. Kelly : Got My Swag On
- Snoop Dogg : Step Yo Game Up, 1800
- T.I. : Stand Up, I'm Serious - Remix
- TLC : Come Get Some
- Tony Sunshine : Drop Ya Body
- Trick Daddy : Let's Go
- Trick-Trick : Let It Fly
- Tha Dogg Pound : No'mo' Police Brutality
- The-Dream : Let Me See The Booty
- Too Short : Blow The Whistle, Burn Rubber, Money Maker, Saddity, It's Time To Go, Shake It Baby, That's How Is Goes Down, You Can Fuck With Us, Shake That Monkey, Burn Rubber Pt.2, Hey Let's Go
- Tyrese : Turn Ya Out
- Usher : Yeah!, Red Light
- Young Buck : Shorty Wanna Ride, Money Good
- YoungBloodz : Damn!, Presidential
- UGK : Like That